# Música (OT 2009)
Música es el álbum musical producido por Vale Music y coproducido por Gestmusic Endemol de la edición del famoso concurso de talentos Operación Triunfo 2009. Un año más, el disco del programa fue lanzado al mercado con las máximas expectativas de alcanzar el n.º 1 en ventas gracias a la legión de seguidores del famoso concurso musical. El disco llegaría a alcanzar, en pocos días, el n.º 2 por debajo del álbum recopilatorio de Michael Jackson.
El álbum está compuesto por 22 canciones y un tema extra, interpretadas por los 11 finalistas de Operación Triunfo 2009. Del repertorio destacan canciones cantadas en grupo durante el concurso como “Música (Music)”, la versión cantada en español del clásico de John Miles que da nombre genérico al disco; “Te doy todo”, compuesta por Kike Santander junto a los mismos concursantes y que se ha convertido en el tema principal de la campaña institucional de la Comunidad Valenciana; “Celebra la vida”, que OT 2009 canta en el disco junto a Axel y David Bustamante; “Ya no quiero tu querer”, el gran éxito de José el Francés, cantada mano a mano con los chicos y chicas de OT 2009; una versión más actual y contemporánea de “Gloria”, el éxito del italiano Umberto Tozzi; también está entre las canciones del disco, “Jai Ho”, el tema de la famosa película ¿Quién quiere ser millonario?, cantada en hindú; y el tema “Aire” de Mecano.
El repertorio se completa con canciones de actuaciones de cada uno de los concursantes durante el programa. Además, se incluye como tema extra la canción “Tú eres mi chica” de Púa, uno de los exconcusantes de esta misma edición con mayor índice de popularidad.
El disco, también, contó con una gira de verano en 2009 por España, una vez terminado el concurso y en la que participaron los 8 finalistas del concurso junto a diferentes artistas invitados.

## Gira de conciertos
En la gira OT 2009 participarán los 8 primeros clasificados, que son: 
Mario, Brenda, Jon, Ángel, Patricia, Silvia, Cristina y Samuel. 
Algunos exconcursantes si pasan por su pueblo actuaran allí. Los conciertos de San Juan de Alicante y Leganés fueron cancelados por un incumplimiento de contrato por parte del promotor de Tribal Music.
| Fecha      | Ciudad                          | Lugar                        | Punto de venta de entradas | Precio   | Invitados   | Asistencia      |
| ---------- | ------------------------------- | ---------------------------- | -------------------------- | -------- | ----------- | --------------- |
| 07/08/2009 | Cádiz                           | Playa de la Victoria         | Gratuito                   | Gratuito | Pedro y Púa | 92.500 personas |
| 21/08/2009 | Albox (Almería)                 | Campo de fútbol              | -                          | -        | -           | 5.000 personas  |
| 27/08/2009 | San Juan de Alicante (Alicante) | Campo de fútbol              | Carrefour, Fnac            | 22 €     | Rafa        | CANCELADO       |
| 05/09/2009 | Leganés                         | Cubierta de Leganés (Madrid) | Fnac Parquesur             | 22 €     | -           | CANCELADO       |
| 16/09/2009 | Oviedo                          | Plaza de la Catedral         | -                          | -        | -           | 12.000 personas |
| 19/09/2009 | Zaragoza                        | Sala multiusos               | -                          | -        | -           | +5.000 personas |
| 10/10/2009 | Burgos                          | Espacio Caja Círculo         | -                          | -        | Diana y Púa | 56.000 personas |

- Datos: Q6036396